# British Institution
Die British Institution for Promoting the Fine Arts in The United Kingdom, auch bekannt als British Gallery, war eine private englische Kunstvereinigung, die 1805 in London gegründet wurde. Sie sollte Werke von sowohl lebenden wie verstorbenen Künstlern präsentieren.
Der Kunstverein wurde nicht von Künstlern, sondern von kunstinteressierten Adeligen gegründet. Sie ernannten den Kunsthändler William Seguier, der später auch Surveyor of the King’s Pictures und erster Direktor der National Gallery nach deren Gründung 1824 wurde, zu deren Leiter.
Der Kunstverein veranstaltet jährlich einer Ausstellung mit Werken lebender Künstler im Frühjahr und ab 1813 eine zweite Ausstellung mit Werken alter Meister im Sommer. Die Auswahl der Werke folgte einem konservativen Geschmack und hielt sich streng an die Genrehierarchie. Ein Ziel war unter anderem die Förderung der Historienmalerei, die als am höchsten stehend angesehenen wurde, im Gegensatz zu den zu dieser Zeit auf dem Kunstmarkt populären Genrebildern und Porträts. Daher folgte die British Institution auch nicht der künstlerischen Entwicklung im Vereinigten Königreich. Während infolgedessen die Zahl der Besucher an der modernen Ausstellung zurückging, erfreute sich die Ausstellung alter Meister gleichbleibender Popularität.
Der Kunstverein vergab auch Preise an Künstler, vorwiegend für Historien- und Schlachtengemälde. Sie vergab auch Aufträge und kaufte Gemälde, die der National Gallery und anderen Institutionen wie z. B. dem Royal Hospital Chelsea und dem Greenwich Hospital geschenkt wurden. Für Kirchen wurden religiöse Werke gekauft.
1867 wurde der Kunstverein aufgelöst.